# Задача оптимізації
Зада́ча оптиміза́ції — задача знаходження точки (точок) екстремуму, або декількох екстремумів заданої функції.

## Формальне визначення
Нехай задано деяку множину X із n-вимірного евклідового простору і функцію f(x), визначену на X. Необхідно знайти точки мінімуму значень функції f(x) на X. Або:
f(x) → min, x ∈ X.
тут f(x) — цільова функція, X — допустима множина, кожна точка x цієї множини — допустима точка задачі.
Також, задачу оптимізації можна сформулювати як пошук максимуму (максимумів) цільової функції:
f(x) → max, x ∈ X.
ця задача еквівалентна попередній задачі мінімізації цільової функції із знаком мінус, в тому сенсі, що їхні множини розв'язків збігаються.

## Розв'язки задачі
Розв'язки задачі можна розділити на дві множини:
глобальні(глобального мінімуму), це такі допустимі точки x* в яких цільова функція має найменше значення на всій допустимій області:
f(x*) ≤ f(x), ∀ x ∈ X;
локальні(локального мінімуму), це такі допустимі точки x* в яких цільова функція приймає найменше значення в деякому околі:
f(x*) ≤ f(x), ∀ x ∈ X ∩ Uε(x*),
Де Uε(x*) = {x ∈ Rn | ‖x — x*‖ ≤ ε} — куля радіусу ε в центрі x*.

## Вільне ПЗ для розв'язування задач чисельної оптимізації
- OpenOpt[недоступне посилання з квітня 2019] (Ліцензія BSD, див. також вступ українською мовою)